# Silvia Seidel
Silvia Seidel (* 23. September 1969 in München; † Ende Juli oder Anfang August 2012 ebenda) war eine deutsche Schauspielerin, die einem breiteren Publikum vor allem durch die Titelrolle in der ZDF-Weihnachtsserie Anna bekannt wurde.

## Leben
1984 hatte Silvia Seidel, deren Karriere am Boulevardtheater (unter anderem bei Edmund Gleede) begann, ihren ersten Auftritt als Kleindarstellerin in der Verfilmung von Die unendliche Geschichte. 1987 wurde die Ballettschülerin für die Hauptrolle in der ZDF-Weihnachtsserie Anna entdeckt. Die Serie war sehr erfolgreich, und 1988 folgte der Kinofilm Anna – Der Film. Patrick Bach spielte neben ihr die männliche Hauptrolle. Für die Darstellung der Anna Pelzer erhielt sie 1988 den Bambi. Sie drehte 1989 in den Vereinigten Staaten unter der Regie von Ted Mather den Film Ballerina, in dem sie ebenfalls eine Tänzerin spielt.
Sie konnte sich jedoch nicht langfristig im US-Filmgeschäft etablieren. Sie spielte in Deutschland Boulevardtheater, so etwa von 2005 bis 2006 neben Sigmar Solbach in Romantische Komödie, und in deutschen Fernsehserien und -filmen. Seidel hatte Nebenrollen in den Serien Forsthaus Falkenau und Die Rosenheim-Cops. Für Herbst 2012 war eine Theatertournee geplant.
Seidel litt unter Depressionen, musste deswegen 2011 eine Theatertournee abbrechen und sich in stationäre Behandlung begeben.
Sie nahm sich wie ihre 1992 verstorbene Mutter das Leben. Am 4. August 2012 wurde Seidel tot in ihrer Wohnung im Münchener Glockenbachviertel aufgefunden. Es wurde ein Abschiedsbrief gefunden. Silvia Seidel wurde 42 Jahre alt.
Ihr Urnengrab befindet sich auf dem Waldfriedhof Grünwald.

## Filmografie
- 1984: Die unendliche Geschichte
- 1986–2011: SOKO München (Fernsehserie, 3 Folgen, verschiedene Rollen)
- 1987: Anna (Miniserie, 6 Episoden)
- 1988: Anna – Der Film
- 1990: Ballerina (Faith)
- 1990: Der Notarzt – Rettungseinsatz in Rom (Pronto soccorso)
- 1993: Cluedo – Das Mörderspiel (Fernsehserie, eine Episode)
- 1993–1994: Quer durch die Galaxie und dann links (Halfway Across the Galaxy and Turn Left, Fernsehserie, 28 Folgen)
- 1995: 111 Wege eine Frau anzumachen (Kurzfilm)
- 1995: Luise knackt den Jackpot[9]
- 1995: Mompen!? (Kurzfilm)
- 1995: Ein unvergeßliches Wochenende in St. Moritz
- 1997: Parkhotel Stern (Fernsehserie, 1 Folge)
- 2002: Der Pfundskerl (Fernsehserie, Episode: S.O.S. Maria)
- 2002: Um Himmels Willen (Fernsehserie, 1 Folge)
- 2003: Das bisschen Haushalt
- 2004: Daily Benefits (Kurzfilm)
- 2004: Tramitz & Friends (Fernsehserie, 2 Folgen)
- 2005: Richard Davis: Sometime (Musikvideo)
- 2005: SOKO Leipzig (Fernsehserie, Episode Liebe macht blind)
- 2006: Siska (Fernsehserie, 1 Folge)
- 2007: Sturm der Liebe (Fernsehserie, 20 Folgen)
- 2007: Unter Verdacht (Fernsehserie, 1 Folge)
- 2007–2010: Der Alte (Fernsehserie, 5 Folgen, verschiedene Rollen)
- 2008–2011: Die Rosenheim-Cops (Fernsehserie, 2 Folgen, verschiedene Rollen)
- 2009: SOKO Kitzbühel (Fernsehserie, 1 Folge)
- 2009: Da kommt Kalle (Fernsehserie, 1 Folge)
- 2009: In aller Freundschaft (Fernsehserie, 1 Folge)
- 2010: Tobi (Kurzfilm)
- 2011: Forsthaus Falkenau (Fernsehserie, Episode: Verloren gegangen)
- 2013: Weißblaue Geschichten (Fernsehserie, Folgen: Wenn einer eine Reise tut / Ein ganz besonderer Empfang)

## Theaterrollen (Auswahl)
- Vier Frauen und ein Unfall als Heike
- 8 Frauen als Louise
- Die süßesten Früchte als Claudia
- Die Erbin als Catherine
- Romantische Komödie als Phoebe
- Ein Sommernachtstraum als Puck
- Staatsaffairen als Irene
- Sonntag in New York als Eileen
- Midsummernight-Sexcomedy als Ariel
- Bitterer Honig als Josephine
- Johnny Belinda als Belinda
- Wege mit Dir als Raika
- Zusammen ist man weniger allein als Camille
- Nie wieder arbeiten als Nicole
- Ein Fünf-Sterne-Mann als Agueda

## Auszeichnungen
- 1987: Goldene Kamera
- 1988: Bambi
- 1988: Telestar, Förderpreis
- 1988: BRAVO-Otto (Bronze) in der Kategorie TV Star